# Arenero

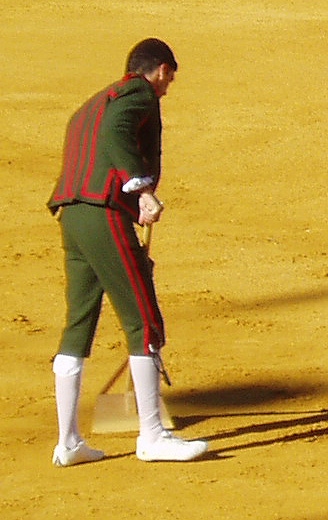
Un arenero en habit goyesque lors d'une corrida goyesque au Puerto de Santa María en 2008

Dans le monde de la tauromachie, l'arenero (de l'espagnol : garçon d'arène) est le responsable de l'entretien et de la remise en état du ruedo après chaque combat.

## Présentation
De même que les monosabios, torileros et mulilleros, les areneros sont membres du personnel de l'arène. Ils prennent part au paseo, le défilé ouvrant la corrida, en dernière position. Juste après avoir salué le président, et avant l'entrée du premier taureau, ils égalisent au râteau la surface du sol, malmené par le passage des chevaux des alguazils et des picadors, ainsi que par les mules de l'arrastre. 
Il se retirent ensuite pour faire place à la lidia, et réapparaissent après chaque mise à mort de taureau pour remettre le sol en état : retirer les déjections des animaux, les traces de sang, reboucher les trous, aplanir la surface.
En France, le rôle des « mozos de caballos » et des « areneros » est contenu dans l'article 20 du Règlement de l'Union des villes taurines françaises.

## Historique
Avant la construction d'arènes au XVIIIe siècle, les places publiques (voir plaza mayor), où se tenaient les corridas, devaient être libérées de tout obstacle pouvant représenter un danger. Cette fonction de mise en conformité et entretien de l'arène avant le combat s'est maintenue après la construction de bâtiments dédiés aux courses : dans les premiers règlements taurins figurent déjà les détails de la fonction d'arenero. On y trouve l'obligation pour chaque arène d'avoir dans le callejón un dépôt de sable, plusieurs paniers et deux garçons d'écurie, que l'on appellera monosabios, assistant les picadors et prenant en charge leurs chevaux, qui mouraient en nombre avant le port obligatoire du caparaçon.

## Sources
- José María de Cossío, Los toros, Madrid, Espasa Calpe, 2007. Tome 6, p 77-79.